# Menander (toneelschrijver)

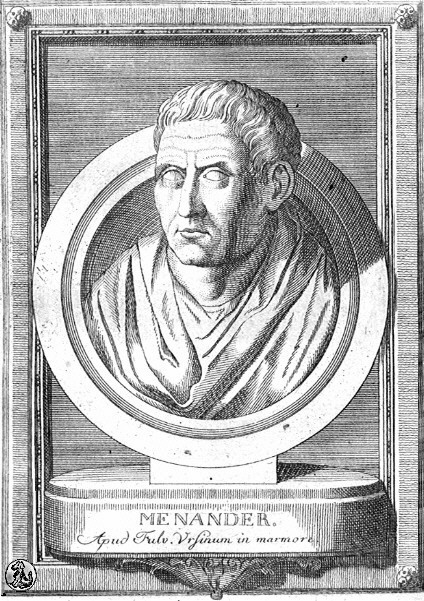
portret van Menandros van Athene

Menander van Athene (Oudgrieks: Μένανδρος, Menandros) (Kifisia, 342 - Piraeus (stad), 291 v.Chr.) was een Grieks toneelschrijver.
Menander werd geboren als zoon van Diopeithes, een Atheens generaal en de gouverneur van Chersonese in Tracië. Zijn oom Alexis was acteur en regisseur en schreef ook stukken. Hij was van invloed op het ontwikkelen van zijn vermogen om komisch drama te schrijven.
Menander was de belangrijkste vertegenwoordiger van de Nieuwe Komedie. Hij stamde uit een voorname Atheense familie, en onderging de invloed van verschillende filosofen, onder andere van Epicurus. Hij was een zeer productief auteur en schreef 108 toneelstukken in een periode van 30 jaar. Anders dan vele van zijn tijdgenoten zag hij af van de behandeling van mythologische onderwerpen. Zijn stukken weerspiegelen het privéleven in het eigentijdse Athene, in zijn ernstige, maar ook luchtige aspecten.
Tijdens zijn leven was Menander niet zo'n succesvol auteur: slechts achtmaal won hij een prijs op het Lenaiafestival. Pas na zijn dood werd hij beroemd. De meeste van zijn komedies gaan over de liefde en de verwikkelingen die hiervan oorzaak of gevolg zijn. Typische thema's zijn de verleiding, het achterlaten van een ongewenste baby met latere herkenning, die aanleiding is tot verzoening. De humor schuilt bij Menander meer in de situatie dan in het taalgebruik.
De Latijnse komedieschrijvers Plautus en Terentius hebben vaak Menanders stukken als bron gebruikt, bewerkt en gecontamineerd. Op die manier heeft hij de Latijnse en de westerse literatuur beïnvloed.

## Werken
- Aspis ("Het schild", half overgeleverd)
- Georgos ("De boer")
- Dis Exapaton ("Dubbele oplichter")
- Dyskolos ("Oude zeur", het enige stuk dat in zijn geheel is overgeleverd)
- Encheiridion ("Handboek")
- Epitrepontes ("De bemiddeling", grotendeels)
- Heros ("De Held")
- Hypobolimaios ("Het wisselkind")
- Karchedonios ("De Carthager")
- Kitharistes ("De harpspeler")
- Kolax ("De slijmjurk")
- Koneiazomenai ("Verdoofde vrouwen")
- Leukadia ("Meisje van Leukas")
- Methe ("Dronkenschap")
- Misoumenos ("De man waar ze een hekel aan had")
- Naukleros ("De kapitein")
- Orge ("Woede")
- Perikeiromene ("Het meisje bij de kapper")
- Perinthia ("Meisje van Perinthos")
- Plokion ("Het halssnoer")
- Pseudherakles ("De namaakHercules")
- Samia ("Meisje van Samos", voor vier vijfde overgeleverd)
- Sikyonioi or Sikyonios ("Sicyoniër(s)" half )
- Synaristosai("Dames bij de lunch")
- Phasma ("Het spook")
- Theophoroumene ("Het bezeten meisje")
- Trophonios ("Trophonius")

## Nederlandse vertalingen
- Het stuk chagrijn - Dýskolos, tweetalige editie Oudgrieks-Nederlands, ingeleid en vertaald in zesvoetige jamben door Henk Schoonhoven, 2008, ISBN 9789080894259
- Epitrepontes, vertaald, aangevuld en toegelicht door M.W.A.G. van de Sandt, J.A.J.M. Buijs en G.M. Knepper, 1978
- Dyscolus. Comedie van Menander, vertaald door J.J. Fraenkel, 1960
- De brombeer. Blijspel van Menander, vertaald door J. van IJzeren, 1960
- Het scheidsgerecht, ingeleid, vertaald en bewerkt door Emiel de Waele, 1960
- De misanthroop, ingeleid en vertaald door Emiel de Waele, 1959
- Het scheidsgerecht, vertaald door W. Kuiper, in: Groot-Nederland, nr. 28, 1930, p. 1-21 en 113-134 (herdrukt in Griekse Varia, Haarlem, 1956)
- Vier blijspelen van Menander, vertaald door J. van Leeuwen, Amsterdam, 1922 (bevat: Het scheidsgerecht, Glycera, Het meisje uit Samos en De beschermgeest)

- Bibsys: 90065348
- Biblioteca Nacional de España: XX1165623
- Bibliothèque nationale de France: cb120591703 (data)
- Catàleg d'autoritats de noms i títols de Catalunya: 981058515253106706
- CiNii: DA01472490
- Gemeinsame Normdatei: 118747525
- International Standard Name Identifier: 0000 0003 7418 9697
- Library of Congress Control Number: n80008543
- Nationale Bibliotheek van Letland: 000018447
- Bibliotheek van het Japanse parlement: 01170127
- Nationale Bibliotheek van Tsjechië: jn19990210420
- Nationale bibliotheek van Australië: 35346442
- Nationale Bibliotheek van Israël: 987007265378705171
- Nationale Bibliotheek van Polen: a0000001186049
- Nationale Bibliotheek van Roemenië: 000142221
- Nationale en Universitaire bibliotheek Zagreb: 000347460
- Nederlandse Thesaurus van Auteursnamen: 068620071
- Réseau des bibliothèques de Suisse occidentale: 02-A000112938
- Istituto Centrale per il Catalogo Unico: CFIV096974
- LIBRIS: 194982
- SNAC: w6x63s6m
- Système universitaire de documentation: 028839099
- Trove: 920246
- Union List of Artist Names: 500354950
- Virtual International Authority File: 297103308
- WorldCat: E39PBJbRgPChHvgWMcyd4VtqcP